# 기노시타 가쓰토시

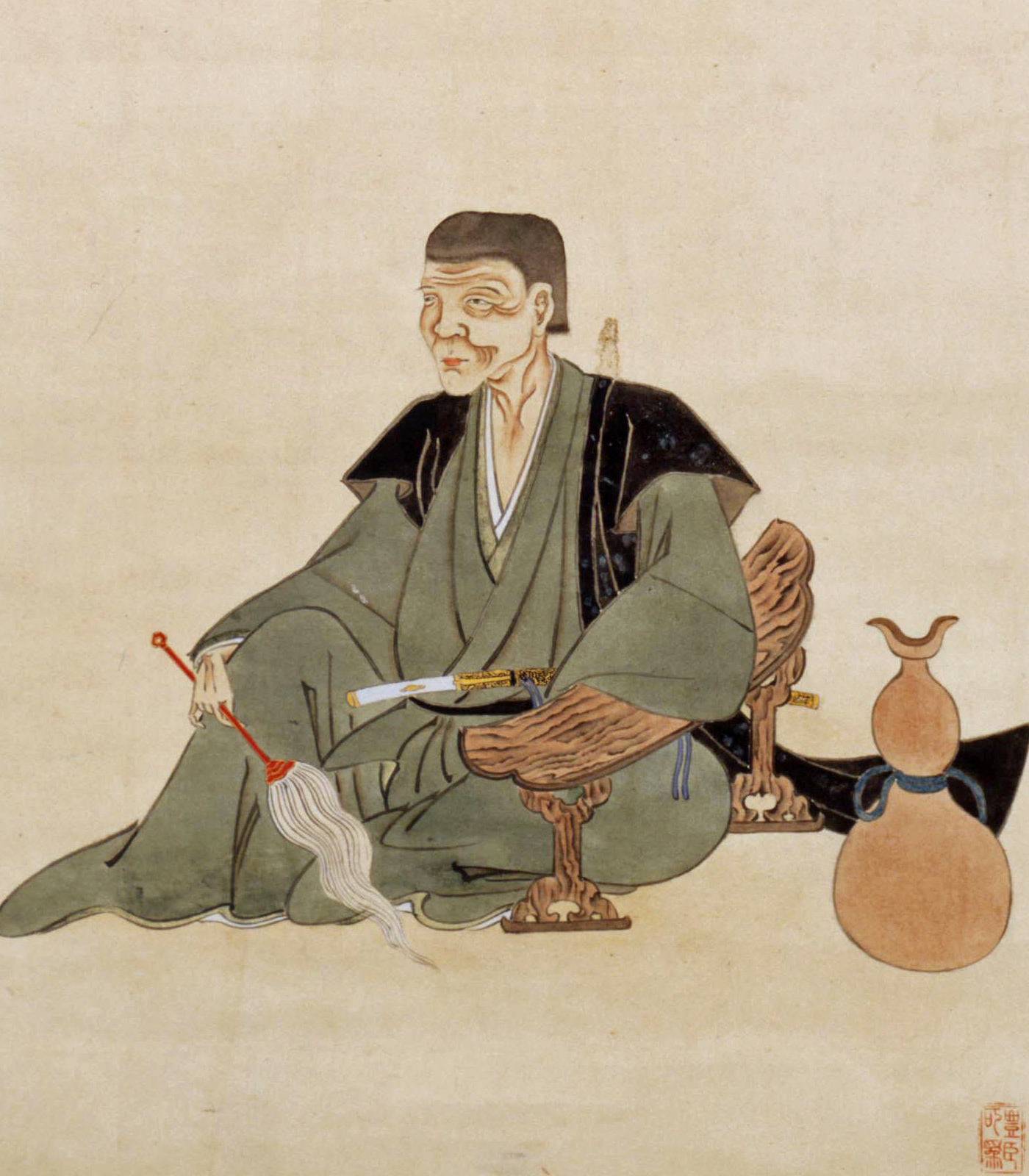
기노시타 가쓰토시

기노시타 가쓰토시(일본어: 木下勝俊)는 아즈치모모야마 시대부터 에도 시대 초기까지의 무장, 다이묘, 가인이다. 가인으로서는 기노시타 조쇼시(木下長嘯子)로 많이 불렸다.

## 같이 보기
- 호소카와 유사이
- 고보리 엔슈
- 이시카와 조잔
- 마쓰오 바쇼
- 기노시타 리겐 - 아시모리 번 제11대 번주 기노시타 도시치카의 손자이자 마지막 번주 기노시타 도시야스(리겐의 숙부)의 양자

| 전임 기노시타 이에사다 | 제2대 아시모리 번 번주 (기노시타가, 도시후사와 상속대립) 1608년 ~ 1609년 | 후임 아사노 나가아키라 |